# Сыроежка болотная
Сырое́жка боло́тная (лат. Rússula paludósa) — гриб рода Сыроежка семейства Сыроежковые. 
Синонимы:
- Russula elatior Lindblad, 1901
- Russula fragaria Kudrna, 1919
- Russula integra var. paludosa (Britzelm.) Singer, 1923
- Russula integra var. rubrotincta Peck, 1902
- Russula olgae Velen., 1920
- Russula rubrotincta (Peck) Burl., 1915

## Описание

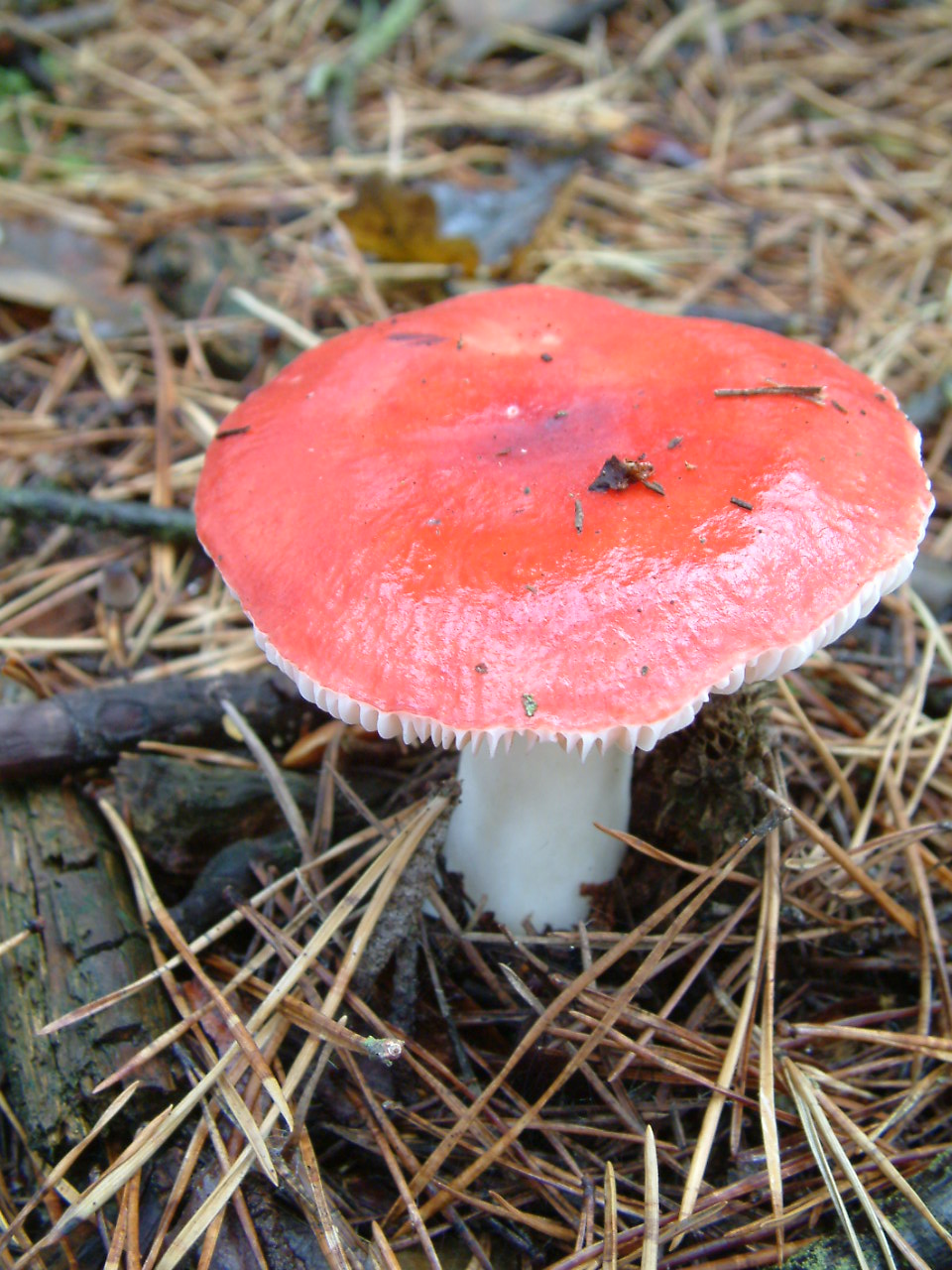

- Шляпка мясистая, выпуклой формы, слегка вдавленная в центре, с тупым краем, 7—12 см в диаметре. Кожица шляпки сухая, в центре тёмно-красная, по краю ярко-розовая или красная, со временем обычно выцветающая до оранжевой или красно-оранжевой.
- Пластинки слабо приросшие, частые, иногда разветвлённые, белого или кремово-охристого цвета.
- Ножка 5—10 см высотой и 1—3 см толщиной, булавовидной или веретеновидной формы, твёрдая, сплошная или иногда полая, войлочная, розового или белого цвета.
- Мякоть ломкая, белого цвета, у молодых грибов плотная, затем становится рыхлой. Вкус неедкий или слегка едкий. Запах слабый, фруктовый.
- Споровый порошок охристого цвета.

Микроскопические характеристики:
- Споры 10—11,7×7,8—9 мкм, покрытые бородавками 0,6—1 мкм высотой. Базидии 40—55×9—13,5 мкм. Цистиды 50—82×8—9,9 мкм, веретеновидной формы, закруглённые в верхней части.

## Экология и ареал
Произрастает в смешанных и хвойных лесах, под соснами, кедровым стлаником и лиственницей, небольшими группами, в августе—сентябре.
Встречается в Евразии и Северной Америке.